# Vádí al-Tarmija
Vádí al-Tarmija (hebrejsky ואדי אל-תרמיה‎) je vádí v severním Izraeli a na Západním břehu Jordánu.
Začíná v nadmořské výšce okolo 300 metrů na severovýchodních svazích hory Har Alexander, východně od města Umm al-Fachm v regionu Vádí Ara, na hranici mezi Izraelem a Západním břehem Jordánu. Směřuje pak kopcovitou a zalesněnou krajinou k severovýchodu, kde vstupuje zcela na území Západního břehu Jordánu a západně od obce Rumana ústí zleva do vádí Nachal Rimonim.